# 市原弘道
市原 弘道（いちはら ひろみち、1933年 - 1988年10月）は高校野球指導者。
1967年、習志野市立習志野高等学校野球部が千葉県勢として初めて全国制覇した時の監督。

## 人物
1933年（昭和8年）、奈良県に生まれる。天理高等学校を経て大学卒業後、創立まもない習志野市立習志野高等学校に英語科教諭として赴任し、野球部の監督に就任。
高校野球の指導者としては、ショートとセカンドのコンビネーションを駆使し走者の逆をつく牽制球の指導に特徴があった。1967年、エース石井好博（のちに習志野高校野球部監督）の活躍により同校を夏の全国高等学校野球選手権大会の優勝に導く。
試合後の談話での対戦相手校をけなす発言や横柄な態度が問題視され、全国制覇に導いた直後に校長の山口久太によって監督を解任され、二度と高校野球界に戻ることはなかった。
その後、千葉県立八千代高等学校に転任し、女子テニス部を何度も全国大会に導いた。晩年、千葉県立佐倉高等学校赴任時にはどの部活動の顧問にもならなかった。
1988年10月、55歳で死去。

## 甲子園での成績
- 習志野：出場1回・優勝1回

## 主な教え子
- 谷沢健一(早大→中日)
- 斎藤喜(阪急)
- 石井好博
- 醍醐恒男(阪急→南海)